# Griekenland op de Olympische Zomerspelen 2024
Griekenland nam deel aan de Olympische Zomerspelen 2024 in Parijs, Frankrijk.

## Medailleoverzicht
| Medaille | Naam                                        | Sport         | Onderdeel                     | Datum           |
| -------- | ------------------------------------------- | ------------- | ----------------------------- | --------------- |
| Goud     | Miltiadis Tentoglou                         | Atletiek      | verspringen (m)               | 6 augustus 2024 |
|          |                                             |               |                               |                 |
| Zilver   | Apostolos Christou                          | Gewichtheffen | 200 m. (m)                    | 1 augustus 2024 |
|          |                                             |               |                               |                 |
| Brons    | Theodoros Tselidis                          | Judo          | Midden -90 kg (m)             | 31 juli 2024    |
| Brons    | Petros Gkaidatzis Antonios Papakonstantinou | Roeien        | Lichte dubbel-twee (m)        | 2 augustus 2024 |
| Brons    | Dimitra Kontou Zoi Fitsiou                  | Roeien        | Lichte dubbel-twee (v)        | 2 augustus 2024 |
| Brons    | Eleftherios Petrounias                      | Turnen        | Ringen (m)                    | 4 augustus 2024 |
| Brons    | Emmanouil Karalis                           | Atletiek      | Polsstokhoogspringen (m)      | 5 augustus 2024 |
| Brons    | Dauren Kurugliev                            | Worstelen     | Vrije stijl Midden -86 kg (m) | 9 augustus 2024 |

## Aantal deelnemers
Hieronder volgt een overzicht van de atleten die zich kwalificeerden voor de Olympische Zomerspelen van 2024.
| Sport            | Mannen | Vrouwen | Totaal |
| ---------------- | ------ | ------- | ------ |
| Atletiek         | 4      | 10      | 14     |
| Basketbal        | 12     | 0       | 12     |
| Gymnastiek       | 1      | 0       | 1      |
| Judo             | 1      | 1       | 2      |
| Paardensport     | 0      | 1       | 1      |
| Roeien           | 3      | 4       | 7      |
| Schermen         | 0      | 1       | 1      |
| Schietsport      | 2      | 3       | 5      |
| Synchroonzwemmen | 0      | 2       | 2      |
| Tafeltennis      | 1      | 0       | 1      |
| Tennis           | 2      | 2       | 4      |
| Waterpolo        | 13     | 13      | 26     |
| Wielersport      | 1      | 0       | 1      |
| Worstelen        | 2      | 1       | 3      |
| Zeilen           | 3      | 1       | 4      |
| Zwemmen          | 14     | 3       | 17     |
| Totaal           | 59     | 42      | 101    |

## Deelnemers en resultaten

### Atletiek

#### Loopnummers
Vrouwen
| atlete                 | onderdeel         | voorronde | voorronde | series | series | herkansingen | herkansingen | halve finale   | halve finale   | finale         | finale         |
| atlete                 | onderdeel         | tijd      | rang      | tijd   | rang   | tijd         | rang         | tijd           | rang           | tijd           | rang           |
| ---------------------- | ----------------- | --------- | --------- | ------ | ------ | ------------ | ------------ | -------------- | -------------- | -------------- | -------------- |
| Polyniki Emmanouilidou | 100m              | bye       | bye       | 11,25  | 4      | n.v.t.       | n.v.t.       | niet geplaatst | niet geplaatst | niet geplaatst | niet geplaatst |
| Polyniki Emmanouilidou | 200m              | n.v.t.    | n.v.t.    | 23,06  | 4 H    | 22,99        | 3 q          | 23,18          | 8              | niet geplaatst | niet geplaatst |
| Antigoni Drisbioti     | 20km snelwandelen | n.v.t.    | n.v.t.    | n.v.t. | n.v.t. | n.v.t.       | n.v.t.       | n.v.t.         | n.v.t.         | 1.31.33        | 22             |

#### Technische nummers
Mannen
| atleet                 | onderdeel        | kwalificaties | kwalificaties | finale         | finale         |
| atleet                 | onderdeel        | afstand       | rang          | afstand        | rang           |
| ---------------------- | ---------------- | ------------- | ------------- | -------------- | -------------- |
| Emmanouil Karalis      | polsstokspringen | 5,74          | =1 q          | 5,90           | Brons          |
| Miltiadis Tentoglou    | verspringen      | 8,32          | 1 Q           | 8,48           | Goud           |
| Michalis Anastasakis   | hamerslingeren   | 70,14         | 29            | niet geplaatst | niet geplaatst |
| Christos Frantzeskakis | hamerslingeren   | 75,53         | 11 q          | 73,34          | 12             |

Vrouwen
| atleet               | onderdeel        | kwalificaties | kwalificaties | finale         | finale         |
| atleet               | onderdeel        | afstand       | rang          | afstand        | rang           |
| -------------------- | ---------------- | ------------- | ------------- | -------------- | -------------- |
| Panagiota Dosi       | hoogspringen     | NM            | NM            | niet geplaatst | niet geplaatst |
| Tatiana Gusin        | hoogspringen     | 1,92          | 8 q           | 1,86           | 9              |
| Ariadni Adamopoulou  | polsstokspringen | 4,40          | =12 q         | DNS            | DNS            |
| Eleni-Klaoudia Polak | polsstokspringen | 4,20          | DSQ           | niet geplaatst | niet geplaatst |
| Katerina Stefanidi   | polsstokspringen | 4,55          | =9 q          | 4,70           | 9              |
| Stamatia Scarveli    | hamerslingeren   | 69,38         | 17            | niet geplaatst | niet geplaatst |
| Elina Tzengko        | speerwerpen      | 63,22 SB      | 5 Q           | 61,85          | 9              |

### Basketbal

#### Mannenteam
Het Griekse mannenbasketbalteam kwalificeerde zich door een FIBA-kwalificatietoernooi voor de Olympische Spelen te winnen. 
| Olympiër | Onderdeel | Resultaat | Prestatie |
| --- | --------- | --------- | --------- |
| Giannis Antetokounmpo Nick Calathes Vassilis Charalampopoulos Nikos Chougkaz Panagiotis Kalaitzakis Giannoulis Larentzakis Dinos Mitoglou Dimitrios Moraitis Georgios Papagiannis Kostas Papanikolaou Vassilis Toliopoulos Thomas Walkup | mannen    | 8         | zie onder |

| Groep |             |             |             |             |             |            |            |            |        |
| #     | Land        | Wedstrijden | Wedstrijden | Wedstrijden | Wedstrijden | Doelpunten | Doelpunten | Doelpunten | Punten |
| #     | Land        | GW          | W           | G           | V           | V          | T          | Saldo      | Punten |
| 1     | Canada      | 3           | 3           | 0           | 0           | 267        | 247        | +20        | 6      |
| 2     | Australië   | 3           | 1           | 0           | 2           | 246        | 250        | -4         | 4      |
| 3     | Griekenland | 3           | 1           | 0           | 2           | 233        | 241        | -8         | 4      |
| 4     | Spanje      | 3           | 1           | 0           | 2           | 249        | 257        | -8         | 4      |

| groepsfase      |                 |                |                |                |                |                |                |
| 27 juli 2024    | 21:00           | Griekenland    | 79 - 86        | Canada         |                |                |                |
| 30 juli 2024    | 13:30           | Spanje         | 84 - 77        | Griekenland    |                |                |                |
| 2 augustus 2024 | 17:15           | Australië      | 71 - 77        | Griekenland    |                |                |                |
|                 |                 |                |                |                |                |                |                |
| kwartfinale     | 6 augustus 2024 | 11:00          | Duitsland      | 76 - 63        | Griekenland    |                |                |
|                 |                 |                |                |                |                |                |                |
| halve finale    | niet geplaatst  | niet geplaatst | niet geplaatst | niet geplaatst | niet geplaatst | niet geplaatst | niet geplaatst |
|                 |                 |                |                |                |                |                |                |
| finale          | niet geplaatst  | niet geplaatst | niet geplaatst | niet geplaatst | niet geplaatst | niet geplaatst | niet geplaatst |

### Gymnastiek

#### Turnen
Mannen
| atleet                 | onderdeel | kwalificatie | kwalificatie | kwalificatie | kwalificatie | kwalificatie | kwalificatie | kwalificatie | kwalificatie | finale  | finale  | finale  | finale  | finale  | finale  | finale | finale  |
| atleet                 | onderdeel | toestel      | toestel      | toestel      | toestel      | toestel      | toestel      | totaal       | positie      | toestel | toestel | toestel | toestel | toestel | toestel | totaal | positie |
| atleet                 | onderdeel | vloer        | voltige      | ringen       | sprong       | brug         | rekstok      | totaal       | positie      | vloer   | voltige | ringen  | sprong  | brug    | rekstok | totaal | positie |
| ---------------------- | --------- | ------------ | ------------ | ------------ | ------------ | ------------ | ------------ | ------------ | ------------ | ------- | ------- | ------- | ------- | ------- | ------- | ------ | ------- |
| Eleftherios Petrounias | ringen    | n.v.t.       | n.v.t.       | 14,800       | n.v.t.       | n.v.t.       | n.v.t.       | n.v.t.       | 6 Q          | n.v.t.  | n.v.t.  | 15,100  | n.v.t.  | n.v.t.  | n.v.t.  | n.v.t. | Brons   |

### Judo
Mannen
| atleet             | onderdeel | eerste ronde         | tweede ronde         | derde ronde          | kwartfinale             | halve finale         | herkansing           | finale / BM              | finale / BM |
| atleet             | onderdeel | tegenstander uitslag | tegenstander uitslag | tegenstander uitslag | tegenstander uitslag    | tegenstander uitslag | tegenstander uitslag | tegenstander uitslag     | rang        |
| ------------------ | --------- | -------------------- | -------------------- | -------------------- | ----------------------- | -------------------- | -------------------- | ------------------------ | ----------- |
| Theodoros Tselidis | −90 kg    | n.v.t.               | Florentino W 10 - 00 | Majdov W 10 - 00     | Ngayap Hambou V 00 - 01 | niet geplaatst       | Grigorian W 10 - 00  | Mosakhlishvili W 01 - 00 | Brons       |

Vrouwen
| atlete             | onderdeel | eerste ronde         | tweede ronde         | derde ronde          | kwartfinale          | halve finale         | herkansing           | finale / BM          | finale / BM    |
| atlete             | onderdeel | tegenstander uitslag | tegenstander uitslag | tegenstander uitslag | tegenstander uitslag | tegenstander uitslag | tegenstander uitslag | tegenstander uitslag | rang           |
| ------------------ | --------- | -------------------- | -------------------- | -------------------- | -------------------- | -------------------- | -------------------- | -------------------- | -------------- |
| Elisavet Teltsidou | −70 kg    | n.v.t.               | bye                  | Willems V 00 - 10    | niet geplaatst       | niet geplaatst       | niet geplaatst       | niet geplaatst       | niet geplaatst |

### Paardensport

#### Jumping
| ruiter          | paard                 | onderdeel   | kwalificatie | kwalificatie | kwalificatie | finale         | finale         | finale         |
| ruiter          | paard                 | onderdeel   | strafpunten  | tijd         | rang         | strafpunten    | tijd           | rang           |
| --------------- | --------------------- | ----------- | ------------ | ------------ | ------------ | -------------- | -------------- | -------------- |
| Ioli Mytilineou | L'Artiste de Toxandra | individueel | 12           | 74,32        | 57           | niet geplaatst | niet geplaatst | niet geplaatst |

### Roeien
Mannen
| Roeier(s)                                  | Onderdeel         | Voorrondes | Voorrondes | Herkansingen | Herkansingen | Kwartfinale | Kwartfinale | Halve finale | Halve finale | Finale  | Finale |
| Roeier(s)                                  | Onderdeel         | Tijd       | Plaats     | Tijd         | Plaats       | Tijd        | Plaats      | Tijd         | Plaats       | Tijd    | Plaats |
| ------------------------------------------ | ----------------- | ---------- | ---------- | ------------ | ------------ | ----------- | ----------- | ------------ | ------------ | ------- | ------ |
| Stefanos Ntouskos                          | Skiff             | 7.01,70    | 2 KF       | bye          | bye          | 6.56,68     | 3 HA/B      | 6.40,78      | 3 FA         | 7.02,05 | 6      |
| Antonis Papakonstantinou Petros Gkaidatzis | lichte dubbeltwee | 6.46,90    | 3 H        | 6.39,46      | 1 HA/B       | n.v.t.      | n.v.t.      | 6.23,36      | 2 FA         | 6.13,44 | Brons  |

Vrouwen
| Roeister(s)                                      | Onderdeel         | Voorrondes | Voorrondes | Herkansingen | Herkansingen | Kwartfinale | Kwartfinale | Halve finale | Halve finale | Finale  | Finale |
| Roeister(s)                                      | Onderdeel         | Tijd       | Plaats     | Tijd         | Plaats       | Tijd        | Plaats      | Tijd         | Plaats       | Tijd    | Plaats |
| ------------------------------------------------ | ----------------- | ---------- | ---------- | ------------ | ------------ | ----------- | ----------- | ------------ | ------------ | ------- | ------ |
| Zoi Fitsiou Milena Kontou                        | lichte dubbeltwee | 7.08,51    | 2 HA/B     | bye          | bye          | n.v.t.      | n.v.t.      | 6.57,90      | 2 FA         | 6.49,28 | Brons  |
| Evangelia Anastasiadou Christina Ioanna Bourmpou | Twee-zonder       | 7.20,49    | 2 HA/B     | bye          | bye          | n.v.t.      | n.v.t.      | 7.18,28      | 3 FA         | 7.13,30 | 6      |

Legenda: FA=finale A (medailles); FB=finale B (geen medailles); FC=finale C (geen medailles); FD=finale D (geen medailles); FE=finale E (geen medailles); FF=finale F (geen medailles); HA/B=halve finale A/B; HC/D=halve finale C/D; HE/F=halve finale E/F; KF=kwartfinale; H=herkansing

### Schermen
Vrouwen
| atleet              | onderdeel | eerste ronde         | tweede ronde         | derde ronde          | kwartfinale          | halve finale         | finale / BM          | finale / BM    |
| atleet              | onderdeel | tegenstander uitslag | tegenstander uitslag | tegenstander uitslag | tegenstander uitslag | tegenstander uitslag | tegenstander uitslag | rang           |
| ------------------- | --------- | -------------------- | -------------------- | -------------------- | -------------------- | -------------------- | -------------------- | -------------- |
| Theodora Gkountoura | sabel     | bye                  | Brind'Amour W 15 - 3 | Berder W 15 - 7      | Brunet V 13 - 15     | niet geplaatst       | niet geplaatst       | niet geplaatst |

### Schietsport
Mannen
| atleet                   | onderdeel | kwalificaties | kwalificaties | finale         | finale         |
| atleet                   | onderdeel | punten        | rang          | punten         | rang           |
| ------------------------ | --------- | ------------- | ------------- | -------------- | -------------- |
| Charalampos Chalkadiakis | skeet     | 118           | 19            | niet geplaatst | niet geplaatst |
| Efthimios Mitas          | skeet     | 121           | 11            | niet geplaatst | niet geplaatst |

Vrouwen
| atlete                | onderdeel         | kwalificaties | kwalificaties | finale         | finale         |
| atlete                | onderdeel         | punten        | rang          | punten         | rang           |
| --------------------- | ----------------- | ------------- | ------------- | -------------- | -------------- |
| Christina Moschi      | 10 m luchtpistool | 569           | 29            | niet geplaatst | niet geplaatst |
| Anna Korakaki         | 10 m luchtpistool | NM            | NM            | niet geplaatst | niet geplaatst |
| Anna Korakaki         | 25 m pistool      | 570           | 34            | niet geplaatst | niet geplaatst |
| Emmanouela Katzouraki | skeet             | 122           | 3 Q           | 23             | 5              |

Gemengd
| atleten                               | onderdeel  | kwalificaties | kwalificaties | finale                 | finale         |
| atleten                               | onderdeel  | punten        | rang          | tegenstander resultaat | rang           |
| ------------------------------------- | ---------- | ------------- | ------------- | ---------------------- | -------------- |
| Emmanouela Katzouraki Efthimios Mitas | skeet team | 139           | =13           | niet geplaatst         | niet geplaatst |

### Synchroonzwemmen
| atlete                                  | onderdeel | technische routine | technische routine | vrije routine | vrije routine             | vrije routine | acrobatische routine | acrobatische routine                    | acrobatische routine |
| atlete                                  | onderdeel | punten             | rang               | punten        | totaal (technisch + vrij) | rang          | punten               | totaal (technisch + vrij + acrobatisch) | rang                 |
| --------------------------------------- | --------- | ------------------ | ------------------ | ------------- | ------------------------- | ------------- | -------------------- | --------------------------------------- | -------------------- |
| Sofia Malkogeorgou Evangelia Platanioti | duet      | 250,4584           | 8                  | 281,8418      | 532,3002                  | 6             | n.v.t.               | n.v.t.                                  | n.v.t.               |

### Tafeltennis
Mannen
| atleet            | onderdeel | voorronde            | eerste ronde         | tweede ronde         | derde ronde          | kwartfinale          | halve finale         | finale / BM          | finale / BM    |
| atleet            | onderdeel | tegenstander uitslag | tegenstander uitslag | tegenstander uitslag | tegenstander uitslag | tegenstander uitslag | tegenstander uitslag | tegenstander uitslag | rang           |
| ----------------- | --------- | -------------------- | -------------------- | -------------------- | -------------------- | -------------------- | -------------------- | -------------------- | -------------- |
| Panagiotis Gionis | enkelspel | bye                  | Ly W 4 - 0           | Jha V 2 - 4          | niet geplaatst       | niet geplaatst       | niet geplaatst       | niet geplaatst       | niet geplaatst |

### Tennis
Mannen
| atleet                              | onderdeel  | eerste ronde               | tweede ronde                        | derde ronde          | kwartfinale              | halve finale         | finale / BM          | finale / BM    |
| atleet                              | onderdeel  | tegenstander uitslag       | tegenstander uitslag                | tegenstander uitslag | tegenstander uitslag     | tegenstander uitslag | tegenstander uitslag | rang           |
| ----------------------------------- | ---------- | -------------------------- | ----------------------------------- | -------------------- | ------------------------ | -------------------- | -------------------- | -------------- |
| Petros Tsitsipás                    | enkelspel  | Griekspoor V 2-6, 3-6      | niet geplaatst                      | niet geplaatst       | niet geplaatst           | niet geplaatst       | niet geplaatst       | niet geplaatst |
| Stefanos Tsitsipás                  | enkelspel  | Bergs W 7-6[8-6], 1-6, 6-1 | Evans W 6-1, 6-2                    | Báez W 7-5, 6-1      | Djokovic V 3-6, 6-7[3-7] | niet geplaatst       | niet geplaatst       | niet geplaatst |
| Petros Tsitsipás Stéfanos Tsitsipás | dubbelspel | n.v.t.                     | Borges - Cabral V 6-3, 3-6, [10-12] | niet geplaatst       | niet geplaatst           | niet geplaatst       | niet geplaatst       | niet geplaatst |

Vrouwen
| atleet                            | onderdeel  | eerste ronde         | tweede ronde                  | derde ronde                  | kwartfinale          | halve finale         | finale / BM          | finale / BM    |
| atleet                            | onderdeel  | tegenstander uitslag | tegenstander uitslag          | tegenstander uitslag         | tegenstander uitslag | tegenstander uitslag | tegenstander uitslag | rang           |
| --------------------------------- | ---------- | -------------------- | ----------------------------- | ---------------------------- | -------------------- | -------------------- | -------------------- | -------------- |
| Maria Sakkari                     | enkelspel  | Kovinić W 6-0, 6-1   | Yuan Y W 6-2, 6-1             | Kostyuk V 6-4, 6-7[5-7], 4-6 | niet geplaatst       | niet geplaatst       | niet geplaatst       | niet geplaatst |
| Despina Papamichail Maria Sakkari | dubbelspel | n.v.t.               | Collins - Krawczyk V 1-6, 3-6 | niet geplaatst               | niet geplaatst       | niet geplaatst       | niet geplaatst       | niet geplaatst |

Gemengd
| atleten                          | onderdeel  | eerste ronde                      | kwartfinale          | halve finale         | finale / BM          | finale / BM    |
| atleten                          | onderdeel  | tegenstander uitslag              | tegenstander uitslag | tegenstander uitslag | tegenstander uitslag | rang           |
| -------------------------------- | ---------- | --------------------------------- | -------------------- | -------------------- | -------------------- | -------------- |
| Maria Sakkari Stéfanos Tsitsipás | dubbelspel | Koolhof - Schuurs V 4-6, 6-7[3-7] | niet geplaatst       | niet geplaatst       | niet geplaatst       | niet geplaatst |

### Waterpolo

#### Mannen
| Waterpoloër(s) | Onderdeel | Resultaat |
| --- | --------- | --------- |
| Grieks mannen waterpoloteam Stylianos Argyropoulos Ioannis Fountoulis Konstantinos Genidounias Nikos Gillas Konstantinos Kakaris Efstathios Kalogeropoulos Dimitris Nikolaidis Alexandros Papanastasiou Nikolaos Papanikolaou Dimitrios Skoumpakis Panagiotis Tzortzatos Angelos Vlachopoulos Emmanouil Zerdevas | Mannen    | 5         |

| Pos | Team             | Wed | W | WNS | VNS | V | GV | GT | GS  | Ptn | Kwalificatie |
| --- | ---------------- | --- | - | --- | --- | - | -- | -- | --- | --- | ------------ |
| 1   | Griekenland      | 5   | 3 | 1   | 0   | 1 | 61 | 52 | +9  | 11  | Kwartfinales |
| 2   | Italië           | 5   | 3 | 1   | 0   | 1 | 60 | 43 | +17 | 11  | Kwartfinales |
| 3   | Verenigde Staten | 5   | 3 | 0   | 0   | 2 | 59 | 51 | +8  | 9   | Kwartfinales |
| 4   | Kroatië          | 5   | 3 | 0   | 0   | 2 | 58 | 57 | +1  | 9   | Kwartfinales |
| 5   | Montenegro       | 5   | 1 | 0   | 2   | 2 | 45 | 50 | −5  | 5   |              |
| 6   | Roemenië         | 5   | 0 | 0   | 0   | 5 | 37 | 67 | −30 | 0   |              |

| Groepsfase            |                  |             |             |                  |           |  |  |
| 28 juli 2024          | 21:05            | Roemenië    | 7 - 14      | Griekenland      |           |  |  |
| 30 juli 2024          | 19:30            | Montenegro  | 16 - 17     | Griekenland      |           |  |  |
| 1 augustus 2024       | 10:30            | Griekenland | 13 - 11     | Verenigde Staten |           |  |  |
| 3 augustus 2024       | 12:05            | Kroatië     | 14 - 13     | Griekenland      |           |  |  |
| 5 augustus 2024       | 15:10            | Griekenland | 9 - 8       | Italië           |           |  |  |
|                       |                  |             |             |                  |           |  |  |
| Kwartfinale           | 7 augustus 2024  | 15:35       | Griekenland | 11 - 12          | Servië    |  |  |
|                       |                  |             |             |                  |           |  |  |
| Plaatsing 5 - 8       | 9 augustus 2024  | 18:00       | Griekenland | 15 - 9           | Australië |  |  |
|                       |                  |             |             |                  |           |  |  |
| Wedstrijd om plaats 5 | 11 augustus 2024 | 09:00       | Griekenland | 15 - 13          | Spanje    |  |  |

#### Vrouwen
| Waterpoloster(s) | Onderdeel | Resultaat |
| --- | --------- | --------- |
| Alexandra Asimaki Ioanna Chydirioti Chrysi Diamantopoulou Nikoleta Eleftheriadou Athina Giannopoulou Maria Myriokefalitaki Eirini Ninou Maria Patra Eleftheria Plevritou Margarita Plevritou Vasiliki Plevritou Ioanna Stamatopoulou Eleni Xenaki | Vrouwen   | 7         |

| Pos | Team             | Wed | W | WNS | VNS | V | GV | GT | GS  | Ptn | Kwalificatie |
| --- | ---------------- | --- | - | --- | --- | - | -- | -- | --- | --- | ------------ |
| 1   | Spanje           | 4   | 4 | 0   | 0   | 0 | 51 | 36 | +15 | 12  | Kwartfinales |
| 2   | Verenigde Staten | 4   | 3 | 0   | 0   | 1 | 53 | 27 | +26 | 9   | Kwartfinales |
| 3   | Italië           | 4   | 1 | 0   | 0   | 3 | 34 | 40 | −6  | 3   | Kwartfinales |
| 4   | Griekenland      | 4   | 1 | 0   | 0   | 3 | 33 | 41 | −8  | 3   | Kwartfinales |
| 5   | Frankrijk (G)    | 4   | 1 | 0   | 0   | 3 | 24 | 51 | −27 | 3   |              |

| Groepsfase            |                  |             |             |                  |             |  |  |
| 27 juli 2024          | 15:35            | Griekenland | 6 - 15      | Verenigde Staten |             |  |  |
| 31 juli 2024          | 20:05            | Spanje      | 10 - 8      | Griekenland      |             |  |  |
| 2 augustus 2024       | 15:35            | Griekenland | 8 - 12      | Italië           |             |  |  |
| 4 augustus 2024       | 20:05            | Frankrijk   | 4 - 11      | Griekenland      |             |  |  |
|                       |                  |             |             |                  |             |  |  |
| Kwartfinale           | 6 augustus 2024  | 19:00       | Australië   | 9 - 6            | Griekenland |  |  |
|                       |                  |             |             |                  |             |  |  |
| Plaatsing 5 - 8       | 8 augustus 2024  | 18:00       | Griekenland | 9 - 12           | Hongarije   |  |  |
|                       |                  |             |             |                  |             |  |  |
| Wedstrijd om plaats 7 | 10 augustus 2024 | 09:00       | Griekenland | 19 - 10          | Canada      |  |  |

### Wielersport

#### Wegwielrennen
Mannen
| atleet           | onderdeel    | tijd    | rang |
| ---------------- | ------------ | ------- | ---- |
| Georgios Bouglas | wegwedstrijd | 6.45.33 | 75   |

### Worstelen

#### Vrije stijl
Mannen
| atleet                  | onderdeel | eerste ronde         | kwartfinale          | halve finale         | herkansing           | finale / BM          | finale / BM    |
| atleet                  | onderdeel | tegenstander uitslag | tegenstander uitslag | tegenstander uitslag | tegenstander uitslag | tegenstander uitslag | rang           |
| ----------------------- | --------- | -------------------- | -------------------- | -------------------- | -------------------- | -------------------- | -------------- |
| Georgios Kougioumtsidis | −74 kg    | Rassadin V 1 - 3PP   | niet geplaatst       | niet geplaatst       | niet geplaatst       | niet geplaatst       | niet geplaatst |
| Dauren Kurugliev        | −86 kg    | Ramos W 4 - 0ST      | Yazdani V 1 - 3PP    | niet geplaatst       | Lawrence W 4 - 0ST   | Amine W 3 - 1PP      | Brons          |

Vrouwen
| atlete            | onderdeel | eerste ronde         | kwartfinale          | halve finale         | herkansing           | finale / BM          | finale / BM    |
| atlete            | onderdeel | tegenstander uitslag | tegenstander uitslag | tegenstander uitslag | tegenstander uitslag | tegenstander uitslag | rang           |
| ----------------- | --------- | -------------------- | -------------------- | -------------------- | -------------------- | -------------------- | -------------- |
| Maria Prevolaraki | −53 kg    | Wendle V 1 - 3PP     | niet geplaatst       | niet geplaatst       | niet geplaatst       | niet geplaatst       | niet geplaatst |

### Zeilen
Mannen
| atleet              | onderdeel    | voorrondes | voorrondes | voorrondes | voorrondes | voorrondes | voorrondes | voorrondes | voorrondes  | voorrondes  | voorrondes  | voorrondes  | voorrondes  | voorrondes  | voorrondes  | voorrondes  | voorrondes  | voorrondes  | voorrondes  | voorrondes  | voorrondes  | voorrondes | voorrondes | kwartfinale | halve finale(s) | halve finale(s) | halve finale(s) | halve finale(s) | halve finale(s) | halve finale(s) | halve finale(s) | halve finale(s) | finales(s)     | finales(s)     | finales(s)     | finales(s)     | finales(s)     | finales(s)     | finales(s)     | rang |
| atleet              | onderdeel    | 1          | 2          | 3          | 4          | 5          | 6          | 7          | 8           | 9           | 10          | 11          | 12          | 13          | 14          | 15          | 16          | 17          | 18          | 19          | 20          | tot.       | rang       | kwartfinale | 1               | 2               | 3               | 4               | 5               | 6               | tot.            | rang            | 1              | 2              | 3              | 4              | 5              | 6              | tot.           | rang |
| ------------------- | ------------ | ---------- | ---------- | ---------- | ---------- | ---------- | ---------- | ---------- | ----------- | ----------- | ----------- | ----------- | ----------- | ----------- | ----------- | ----------- | ----------- | ----------- | ----------- | ----------- | ----------- | ---------- | ---------- | ----------- | --------------- | --------------- | --------------- | --------------- | --------------- | --------------- | --------------- | --------------- | -------------- | -------------- | -------------- | -------------- | -------------- | -------------- | -------------- | ---- |
| Cameron Maramenides | Formula Kite | 9          | 10         | 6          | 12         | 8          | 7          | 14         | geannuleerd | geannuleerd | geannuleerd | geannuleerd | geannuleerd | geannuleerd | geannuleerd | geannuleerd | geannuleerd | n.v.t.      | n.v.t.      | n.v.t.      | n.v.t.      | 39         | 11         | n.v.t.      | niet geplaatst  | niet geplaatst  | niet geplaatst  | niet geplaatst  | niet geplaatst  | niet geplaatst  | niet geplaatst  | niet geplaatst  | niet geplaatst | niet geplaatst | niet geplaatst | niet geplaatst | niet geplaatst | niet geplaatst | niet geplaatst | 11   |
| Byron Kokkalanis    | IQFoil       | 18         | 8          | 15         | BFD        | 4          | 19         | BFD        | 19          | BFD         | 17          | 10          | 22          | 21          | geannuleerd | geannuleerd | geannuleerd | geannuleerd | geannuleerd | geannuleerd | geannuleerd | 178        | 22         | NG          | n.v.t.          | n.v.t.          | n.v.t.          | n.v.t.          | n.v.t.          | n.v.t.          | n.v.t.          | NG              | n.v.t.         | n.v.t.         | n.v.t.         | n.v.t.         | n.v.t.         | n.v.t.         | n.v.t.         | 22   |

Gemengd
| atleten                           | onderdeel | race | race | race | race | race | race | race | race | race        | race        | race   | race   | race           | netto punten | eindnotering |
| atleten                           | onderdeel | 1    | 2    | 3    | 4    | 5    | 6    | 7    | 8    | 9           | 10          | 11     | 12     | M              | netto punten | eindnotering |
| --------------------------------- | --------- | ---- | ---- | ---- | ---- | ---- | ---- | ---- | ---- | ----------- | ----------- | ------ | ------ | -------------- | ------------ | ------------ |
| Ariadni Spanaki Odysseas Spanakis | 470       | 13   | 11   | 6    | 17   | 13   | 11   | 4    | 10   | geannuleerd | geannuleerd | n.v.t. | n.v.t. | niet geplaatst | 68           | 12           |

### Zwemmen
Mannen
| atleet                                                                       | onderdeel          | series   | series | halve finale   | halve finale   | finale         | finale         |
| atleet                                                                       | onderdeel          | tijd     | rang   | tijd           | rang           | tijd           | rang           |
| ---------------------------------------------------------------------------- | ------------------ | -------- | ------ | -------------- | -------------- | -------------- | -------------- |
| Kristian Golomeev                                                            | 50 m vrije slag    | 21,86    | =8 Q   | 21,62          | 7 Q            | 21,59          | 5              |
| Stergios-Marios Bilas                                                        | 50 m vrije slag    | 22,00    | 18     | niet geplaatst | niet geplaatst | niet geplaatst | niet geplaatst |
| Dimitrios Markos                                                             | 800 m vrije slag   | 8.01,37  | 26     | n.v.t.         | n.v.t.         | niet geplaatst | niet geplaatst |
| Dimitrios Markos                                                             | 1500 m vrije slag  | 15.11,19 | 19     | n.v.t.         | n.v.t.         | niet geplaatst | niet geplaatst |
| Evangelos Makrygiannis                                                       | 100 m rugslag      | 53,24    | 8 Q    | 52,97          | 9              | niet geplaatst | niet geplaatst |
| Apostolos Christou                                                           | 100 m rugslag      | 52,95    | 3 Q    | 52,77          | 6 Q            | 52,41          | 4              |
| Apostolos Christou                                                           | 200 m rugslag      | 1.57,18  | 7 Q    | 1.56,33        | 4 Q            | 1.54,82 NR     | Zilver         |
| Apostolos Siskos                                                             | 200 m rugslag      | 1.57,26  | 9 Q    | 1.57,77        | 14             | niet geplaatst | niet geplaatst |
| Stergios-Marios Bilas Panagiotis Bolanos Odysseus Meladinis Andreas Vazaios  | 4x100 m vrije slag | 3.17,47  | 16     | n.v.t.         | n.v.t.         | niet geplaatst | niet geplaatst |
| Andreas Vazaios Dimitrios Markos Konstantinos Englezakis Konstantinos Stamou | 4x200 m vrije slag | 7.09,60  | 11     | n.v.t.         | n.v.t.         | niet geplaatst | niet geplaatst |
| Athanasios Kynigakis                                                         | 10km open water    | n.v.t.   | n.v.t. | n.v.t.         | n.v.t.         | 1.52.37,2      | 10             |

Vrouwen
| atleet            | onderdeel         | series  | series | halve finale   | halve finale   | finale         | finale         |
| atleet            | onderdeel         | tijd    | rang   | tijd           | rang           | tijd           | rang           |
| ----------------- | ----------------- | ------- | ------ | -------------- | -------------- | -------------- | -------------- |
| Theodora Drakou   | 50 m vrije slag   | 24,80   | 17     | niet geplaatst | niet geplaatst | niet geplaatst | niet geplaatst |
| Anna Ntountounaki | 100 m vlinderslag | 58,14   | 19     | niet geplaatst | niet geplaatst | niet geplaatst | niet geplaatst |
| Georgia Damasioti | 100 m vlinderslag | 58,72   | 23     | niet geplaatst | niet geplaatst | niet geplaatst | niet geplaatst |
| Georgia Damasioti | 200 m vlinderslag | 2.09,55 | 13 Q   | 2.10,25        | 15             | niet geplaatst | niet geplaatst |

Gemengd
| atleet                                                                        | onderdeel          | series  | series | halve finale | halve finale | finale         | finale         |
| atleet                                                                        | onderdeel          | tijd    | rang   | tijd         | rang         | tijd           | rang           |
| ----------------------------------------------------------------------------- | ------------------ | ------- | ------ | ------------ | ------------ | -------------- | -------------- |
| Anna Ntountounaki Theodora Drakou Apostolos Christou Evangelos-Efraim Ntoumas | 4x100 m wisselslag | 3.46,40 | 13     | n.v.t.       | n.v.t.       | niet geplaatst | niet geplaatst |